# Metabelbella tichonravovi
Metabelbella tichonravovi är en kvalsterart som beskrevs av Bulanova-Zachvatkina 1965. Metabelbella tichonravovi ingår i släktet Metabelbella och familjen Damaeidae. Inga underarter finns listade i Catalogue of Life.